# Observium
Observium是一个可自动发现网络中的Cisco设备和Linux系统的网络监控工具，它也是一款自由开源软件。許多网络硬件和操作系统均支持Observium。根据官方网站的说法，”它的设计目标包括：尽可能多地收集有关设备的历史数据、尽可能少地在检测工作中要求人力介入，并且软件界面非常直观。”它可以监控CPU、内存以及存储器的状态、交互以及详细的错误信息、BGP和OSPF信息、MPLS、VPN设置、温度、风扇转速、电压、电流强度、功率、 湿度和频率传感器、IPv4、IPv6、TCP和 UDP细节信息、用户、进程、平均负载及更新时间等。

## DEMO
http://demo.observium.org（页面存档备份，存于）